# Supernatural (3.ª temporada)
A terceira temporada de Supernatural estreou em 4 de outubro de 2007 e terminou em 15 de maio de 2008, com 16 episódios. Originalmente, 22 episódios foram encomendados para a terceira temporada, assim como nas temporadas anteriores, mas a produção foi prejudicada pela Greve dos roteiristas dos Estados Unidos de 2007–2008, sendo paralisada após 12 episódios. Então, a temporada foi encurtada para 16 episódios.

## Sinopse
Os irmãos Sam e Dean Winchester rastreiam os demônios que foram soltos do inferno. Eles se aliam a um demônio chamado Ruby, que afirma conhecer uma maneira de libertar Dean de seu pacto demoníaco — ele vendeu sua alma a um demônio e ganhou apenas um ano de vida em troca da ressurreição de Sam — e quer protegê-los da nova líder dos demônios, Lilith. À medida que a morte de Dean se aproxima, seus esforços para continuar vivo ainda são prejudicados por Bela Talbot, uma ladra profissional de itens secretos que muitas vezes está em desacordo com os Winchester.

## Elenco

### Principal
| Intérprete      | Personagem      | Episódios |
| --------------- | --------------- | --------- |
| Jared Padalecki | Sam Winchester  | 16        |
| Jensen Ackles   | Dean Winchester | 16        |
| Katie Cassidy   | Ruby            | 6         |
| Lauren Cohan    | Bela Talbot     | 6         |

### Recorrente
| Intérprete                                       | Personagem       | Episódios |
| ------------------------------------------------ | ---------------- | --------- |
| Jim Beaver                                       | Bobby Singer     | 7         |
| Sterling K. Brown                                | Gordon Walker    | 2         |
| Cindy Sampson                                    | Lisa Braeden     | 2         |
| Michael Massee                                   | Kubrick          | 2         |
| Katie Cassidy / Rachel Pattee / Sierra McCormick | Lilith           | 2         |
| Nicholas Elia                                    | Ben Braeden      | 1         |
| Richard Speight Jr.                              | Brincalhão       | 1         |
| Charles Malik Whitfield                          | Victor Henriksen | 1         |
| A. J. Buckley                                    | Ed Zeddmore      | 1         |
| Travis Wester                                    | Harry Spangler   | 1         |
| Steven Williams                                  | Rufus Turner     | 1         |

## Episódios
| N.º na série | N.º na temp. | Título                                                               | Dirigido por    | Escrito por                                                                  | Exibição original       | Audiência (milhões) |
| --- | ------------ | -------------------------------------------------------------------- | --------------- | ---------------------------------------------------------------------------- | ----------------------- | ------------------- |
| 45 | 1            | "The Magnificent Seven" "(Os Sete Magníficos)" (BR)                  | Kim Manners     | Eric Kripke                                                                  | 4 de outubro de 2007    | 2.97                |
| SAM E DEAN DEVEM LIDAR COM OS DEMÔNIOS QUE FORAM LIBERTADOS - Com a abertura dos portões do inferno, centenas de demônios parecem ter escapado. Os Winchesters e Bobby vão investigar uma cidade que apresentou sinais demoníacos. Dean quer aproveitar seu último ano de vida, acabando com o máximo de criaturas malignas que puder, e Sam conhece uma garota misteriosa. Eles enfrentam os demônios que representam os sete pecados. |              |                                                                      |                 |                                                                              |                         |                     |
| 46 | 2            | "The Kids Are Alright" "(Tudo Bem com as Crianças)" (BR)             | Phil Sgriccia   | Sera Gamble                                                                  | 11 de outubro de 2007   | 3.16                |
| DEAN ENCONTRA UM MINI-DEAN - Uma série de acidentes mortais num condomínio fechado e uma antiga paixão de Dean levam os irmãos a investigar o que poderia estar acontecendo. Sam fica sabendo mais sobre os amigos de sua mãe e sobre Ruby, enquanto Dean fica desconfiado se tem um filho e não o conhecia. |              |                                                                      |                 |                                                                              |                         |                     |
| 47 | 3            | "Bad Day at Black Rock" "(Dia Ruim em Black Rock)" (BR)              | Robert Singer   | Ben Edlund                                                                   | 18 de outubro de 2007   | 3.03                |
| CONHEÇA BELA - Alguém tenta roubar um objeto amaldiçoado do armazém de John Winchester, e os irmãos vão atrás dos responsáveis. O amuleto de sorte acaba virando um grande problema quando uma colecionadora o rouba novamente de Sam. |              |                                                                      |                 |                                                                              |                         |                     |
| 48 | 4            | "Sin City" "(Cidade do Pecado)" (BR)                                 | Charles Beeson  | Robert Singer & Jeremy Carver                                                | 25 de outubro de 2007   | 3.02                |
| RUBY VISITA BOBBY E OFERECE ALGUNS CONSELHOS - Uma cidadezinha, antes monótona, agora presencia mortes violentas entre seus moradores, que sucumbiram a vícios como o jogo e a prostituição. Sam e Dean investigam qual a possível relação de demônios com a mudança súbita na cidade, encontrando um velho colega de Dean e contando com a ajuda de Bobby e Ruby.                                                                      |              |                                                                      |                 |                                                                              |                         |                     |
| 49 | 5            | "Bedtime Stories" "(História para Dormir)" (BR)                      | Mike Rohl       | Cathryn Humphris                                                             | 1 de novembro de 2007   | 3.24                |
| SAM TENTA FAZER UM NEGÓCIO COM O DEMÔNIO DA ENCRUZILHADA PELA VIDA DE DEAN - Os contos de fada parecem chegar à realidade de forma violenta quando assassinatos estranhos, lembrando Chapeuzinho Vermelho e a Branca de Neve acontecem numa vila. Os irmãos investigam o caso, e Sam decide ter uma conversa com o Demônio da Encruzilhada, usando o Colt como argumento.                                                               |              |                                                                      |                 |                                                                              |                         |                     |
| 50 | 6            | "Red Sky at Morning" "(Céu Vermelho)" (BR)                           | Cliff Bole      | Laurence Andries                                                             | 8 de novembro de 2007   | 3.01                |
| BELA APARECE PARA CAUSAR MAIS PROBLEMAS PARA SAM E DEAN - Sam e Dean investigam o padrão de pessoas morrendo misteriosamente afogadas, mesmo estando bem longe do mar, após ver um navio fantasma. No entanto, cruzam caminho com Bela, que está sendo paga para resolver o caso e tem seus próprios planos. |              |                                                                      |                 |                                                                              |                         |                     |
| 51 | 7            | "Fresh Blood" "(Sangue Fresco)" (BR)                                 | Kim Manners     | Sera Gamble                                                                  | 15 de novembro de 2007  | 2.88                |
| GORDON VAI ATRAS DOS WINCHESTERS - Gordon Walker escapa da prisão e vai atrás dos Winchesters, com a ajuda de Bela. Sam e Dean estão ocupados numa caça a vampiros quando são atacados, e percebem que talvez seja hora de dar um fim ao problema do caçador que os persegue. |              |                                                                      |                 |                                                                              |                         |                     |
| 52 | 8            | "A Very Supernatural Christmas" "(Um Natal Muito Sobrenatural)" (BR) | J. Miller Tobin | Jeremy Carver                                                                | 13 de dezembro de 2007  | 3.02                |
| NATAL SOBRENATURAL - Uma criatura está assassinando moradores de uma cidade, puxando-os pela chaminé, e os irmãos investigam se pode ser o "Anti Noel" (um tipo de Deus Pagão). A véspera do feriado faz Sam lembrar-se do natal de 16 anos atrás, e Dean querer aproveitar seu último natal com o irmão. |              |                                                                      |                 |                                                                              |                         |                     |
| 53 | 9            | "Malleus Maleficarum" "(Magia Negra)" (BR)                           | Robert Singer   | Ben Edlund                                                                   | 31 de janeiro de 2008   | 2.95                |
| RUBY REVELA COMO ELA FOI PRO INFERNO - Os irmãos tentam parar um grupo de bruxas que está cometendo atrocidades numa cidade, mas Ruby os alerta para não se envolverem no caso. Ignorando o aviso, eles acabam se metendo numa grande cilada quando descobrem a quem as bruxas estão servindo. |              |                                                                      |                 |                                                                              |                         |                     |
| 54 | 10           | "Dream a Little Dream of Me" "(Sonhe Comigo)" (BR)                   | Steve Boyum     | História por : Sera Gamble & Cathryn Humphris Roteiro por : Cathryn Humphris | 7 de fevereiro de 2008  | 2.68                |
| BOBBY ESTÁ EM COMA - Bobby está preso no que parece ser um pesadelo eterno, e os Winchesters têm de recorrer a um método para tirá-lo do coma antes que morra. Eles pedem ajuda a Bela e entram nos sonhos para salvá-lo, mas Dean terá que enfrentar seus maiores medos. |              |                                                                      |                 |                                                                              |                         |                     |
| 55 | 11           | "Mystery Spot" "(Local Misterioso)" (BR)                             | Kim Manners     | História por : Jeremy Carver & Emily McLaughlin Roteiro por : Jeremy Carver  | 14 de fevereiro de 2008 | 2.97                |
| SAM VÊ DEAN MORRER - Enquanto investigam o sumiço de um homem, os irmãos acabam caindo no que parece ser uma armadilha de muito mau gosto. Sam fica preso em um loop temporal, tendo de encarar a morte do irmão infinitas vezes, e não há forma alguma de salvá-lo ou de parar o que quer que esteja acontecendo. |              |                                                                      |                 |                                                                              |                         |                     |
| 56 | 12           | "Jus in Bello" "(Terror na Delegacia)" (BR)                          | Phil Sgriccia   | Sera Gamble                                                                  | 21 de fevereiro de 2008 | 3.23                |
| AGENTE HENRIKSEN PRENDE SAM E DEAN - Sam e Dean são capturados pelo FBI enquanto procuravam pelo Colt, no rastro de Bela. A prisão a que se dirigiam já parecia ser problema suficiente, mas os demônios entram na história para complicar. Agora, tentando convencer os oficiais e com a ajuda de Ruby, os Winchesters terão de arranjar uma forma de todos escaparem vivos da delegacia.                                              |              |                                                                      |                 |                                                                              |                         |                     |
| 57 | 13           | "Ghostfacers" "(O Fantasma Bissexto)" (BR)                           | Phil Sgriccia   | Ben Edlund                                                                   | 24 de abril de 2008     | 2.22                |
| SAM E DEAN TROPEÇAM EM UM REALITY SHOW VIOLENTO - Os irmãos vão à caça de um fantasma que assombra sua casa em 29 de fevereiro. Mas no local encontram os amadores do site Hell Hound's Lair, que estão gravando o episódio piloto do reality show que pretendem realizar: Ghostfacers. O fantasma começa a capturar a equipe, um por um, para brincar com os corpos.                                                                   |              |                                                                      |                 |                                                                              |                         |                     |
| 58 | 14           | "Long Distance Call" "(O Interurbano)" (BR)                          | Robert Singer   | Jeremy Carver                                                                | 1 de maio de 2008       | 2.63                |
| DEAN RECEBE UMA CHAMADA DE SEU PAI - As pessoas de uma cidade começam a receber telefonemas de parentes mortos, incitando-os a se matarem. |              |                                                                      |                 |                                                                              |                         |                     |
| 59 | 15           | "Time Is on My Side" "(O Tempo Está do Meu Lado)" (BR)               | Charles Beeson  | Sera Gamble                                                                  | 8 de maio de 2008       | 2.55                |
| SAM E DEAN ENCONTRAM O DOUTOR BENTON - O tempo está acabando para Dean, e Sam o convence a caçarem um possível caso de zumbi. Enquanto isso, Bobby encontra pistas de onde está Bela, e Dean vai atrás dela para o acerto de contas. Sam fica com a missão de cuidar do misterioso ladrão de órgãos. |              |                                                                      |                 |                                                                              |                         |                     |
| 60 | 16           | "No Rest for the Wicked" "(Enfrentando o Capeta)" (BR)               | Kim Manners     | Eric Kripke                                                                  | 15 de maio de 2008      | 3.00                |
| DEAN ESTÁ FICANDO SEM TEMPO - Faltam menos de 30 horas para o término do prazo de Dean, e Sam procura ajuda com Ruby. Os dois afirmam estar preparados para enfrentar Lilith, e juntos com Bobby, descobrem sua localização e elaboram um plano para finalmente enfrentá-la numa batalha mortal. |              |                                                                      |                 |                                                                              |                         |                     |

### Escrita
Para a terceira temporada, Kripke e outros roteiristas, tentaram fazer a junção de "simples, puro, emocional", na primeira mitológica "intensa", a segunda fechada na própria história. Kripke percebeu que o trato feito por Dean havia potencial para uma próxima temporada "há muito valor emocional para ser usado". O foco na escrita de Sam provem do crescimento dele em receber ordens e apoio de Dean, fazer o personagem ser mais independente, já que Dean não estará por perto por muito tempo; contudo, Dean se mostra muito imaturo, justamente para esconder o medo de ir para o inferno, pontualmente aprende o valor da salvação. Kripke descreve a história da série, incluindo os episódios fechados, como "linha cultural". "Pegamos um pouco de todas as culturas e religiões. A cosmologia mostra os fins das lendas, sobre algo fora do mundo, isso é verdade. Mas existe muitos demônios e criaturas para todas as religiões".